# 蒂豪尼
蒂豪尼（匈牙利語：Tihany），是匈牙利维斯普雷姆州所辖的一个村落，位於匈牙利以至中歐最大的湖泊巴拉頓湖北岸的蒂豪尼半島之上，总面积27.33平方公里，总人口1,363，人口密度每平方公里49.9人（2010年1月1日數據）。
蒂豪尼以本篤會蒂豪尼修道院（Tihanyi Bencés Apátság）為中心。修道院由安德烈一世創建於公元1055年，並於1754年以巴洛克風格重建。安德烈一世在與弟弟貝拉爭奪皇位戰中兵敗傷重而亡，死後也就安葬於這所修道院的地下聖堂。修道院的憲章是現存最早的匈牙利語文獻，憲章現在存放於潘諾恩哈爾姆千年修道院。修道院現在仍然運作，並因為其歷史及藝術價值以及眺望巴拉頓湖景致的優越位置而吸引眾多遊客。
蒂豪尼修道院也作為哈布斯堡王朝的註腳而名留歷史—哈布斯堡王朝與奧匈帝國的末代皇帝卡爾一世在1918年被廢黜後，曾兩度於匈牙利尋求復辟但都以失敗告終，第二次失敗後，他曾被短暫囚禁於蒂豪尼修道院。
另外，巴拉頓湖畔亦有一座哈布斯堡家族的夏宮，第二次世界大戰之後易手成為一家旅館，現在則為私人物業，不對外開放。
蒂豪尼的人均收入以及村內的房價都屬全匈牙利最高。

## 名稱來源
蒂豪尼名稱來自斯拉夫語Tichoň，意為安靜或安靜的人。